# Urniza
Urniza  es una entidad de población española del municipio de Erro, en la comunidad autónoma de Navarra.

## Historia
Hacia mediados del siglo XIX, el lugar, perteneciente al valle de Erro, tenía contabilizada una población de 13 habitantes. Aparece descrito en el decimoquinto volumen del Diccionario geográfico-estadístico-histórico de España y sus posesiones de Ultramar de Pascual Madoz de la siguiente manera:

URNIZA: l. del ayunt. y valle de Erro, en la prov. y c. g. de Navarra, part. jud. de Aoiz (3 1/2 leg.), aud. terr. y dióc. de Pamplona (4 3/4). sit. en una pequeña altura dominada de elevadas cumbres; clima frio, y reinan los vientos N., S. y O. Tiene 2 casas; igl. parr. de entrada (San Juan Bautista) servida por un abad de provision de los vec., y para surtido del vecindario una fuente de aguas comunes. El térm. confina: N. Olondriz; E. Larraingoa; S. el mismo, y O. Gurbizar, y comprende dentro de su circunferencia un monte poblado de robles, hayas, pinos y otros árboles. El terreno es áspero y escabroso, y le atraviesa un r. por las inmediaciones del pueblo. caminos: los locales. El correo se recibe de Burguete. prod.: trigo , avena y otros granos, y legumbres; cria de ganado de toda especie; caza de jabalíes, corzos, lobos, liebres y varias clases de volátiles. pobl.: 2 vec., 13 alm. riqueza: con el valle (V.).
(Madoz, 1849, p. 228)

En 2022, tenía empadronados 4 habitantes.